# Guillaume Long
Guillaume Jean Sebastien Long (Créteil, 22 de febrero de 1977) es un político y académico ecuatoriano de origen franco-británico, que sirvió como ministro de Relaciones Exteriores y Movilidad Humana en el Gobierno de Rafael Correa. Fue previamente ministro de Cultura y Patrimonio, y ministro Coordinador de Conocimiento y Talento Humano. Fue Representante Permanente del Ecuador ante la Organización de las Naciones Unidas en Ginebra, hasta el 4 de enero de 2018, cuando presentó su renuncia por diferencias con el gobierno de Lenín Moreno.

## Biografía
Nació en Créteil, Francia, de madre francesa y padre británico el 22 de febrero de 1977.  Realizó sus estudios superiores en la Universidad de Londres, donde obtuvo un Ph.D. del Instituto para el Estudio de las Américas, una maestría en Ciencia Política, y un Bachelor en Historia por la Escuela de Estudios Orientales y Africanos.
Long viajó a América Latina a los 18 años, y pasó algún tiempo en Centroamérica antes de llegar a Ecuador en 1996. Desde ese momento, hizo su vida en Ecuador, aunque regresaría a Inglaterra en varios periodos para continuar con sus estudios.

## Vida pública
Al inicio de la Revolución Ciudadana liderada por el presidente Rafael Correa, Long era profesor de historia y Relaciones Internacionales en varias universidades ecuatorianas, incluyendo la FLACSO. Ingresó al Gobierno de Rafael Correa cuando optó por integrarse a la Secretaría Nacional de Planificación y Desarrollo como asesor de su titular René Ramírez Gallegos.
En septiembre del 2011, Rafael Correa nombró a Long miembro del Consejo de Evaluación, Acreditación y Aseguramiento de la Calidad de la Educación Superior" (CEAACES). Posteriormente los miembros del CEAACES eligieron a Long como su Presidente. A la cabeza de esta nueva institución, Long tuvo la responsabilidad de aterrizar las directrices dadas por el Mandato 14 de la Constitución de Montecristi del 2008 y por la nueva Ley Orgánica de Educación Superior (LOES, 2010), en procura de la calidad de la educación superior en Ecuador. Esto implicaba realizar una depuración del sistema universitario para cerrar los establecimientos que no tuvieran la mínima calidad requerida para poder ser instituciones de educación superior, lo que Long llamó la “estafa académica”. El 12 de abril de 2012, en cumplimiento de la Disposición Transitoria Tercera de la LOES, Long anunció al país el cierre de 14 universidades que no habían superado la evaluación del CEAACES. Esto significó el inicio de un proceso de reubicación de cerca de 10% de la población estudiantil en las demás universidades del sistema, lo que produjo protestas por parte de alumnos y administradores de los centros cerrados.
El 6 de mayo de 2013, Long fue nombrado ministro Coordinador de Conocimiento y Talento Humano. Su rol era supervisar y apoyar las actividades del Ministerio de Educación, de la secretaria de Educación Superior, Ciencia y Tecnología, del Ministerio de Cultura y Patrimonio, y de un número importante de institutos públicos de investigación y otras instituciones del sector público. Desde este ministerio, Long fue uno de los promotores más importantes de la creación de cuatro universidades de excelencia: Ikiam, ubicada en plena selva amazónica con una especialización en ciencias de la vida; Yachay, una universidad de ciencias duras articulada a un parque científico y una ciudad del conocimiento; UNAE, una universidad pedagógica para la formación de los docentes del sistema de educación del Ecuador; y Uniartes, una universidad de las artes ubicada en el corazón del centro de Guayaquil.
El 25 de marzo de 2015 fue nombrado Ministro de Cultura y Patrimonio. Durante su tiempo en el ministerio hizo énfasis en la necesidad de la aprobación de una nueva Ley Orgánica de Cultura, un proceso que había estado estancado en la Asamblea Nacional desde 2008, a pesar de que la Constitución del 2008 ordenaba su elaboración.

## Militancia política
Long estuvo afiliado al movimiento Alianza País. Entre marzo de 2014 y marzo de 2016, Long fue Presidente de la Comisión de Relaciones Internacionales de Alianza País. Como tal organizó los dos Encuentros Latinoamericanos Progresistas de 2014 y 2015 (ELAP I y ELAP II), trajo al Ecuador a decenas de partidos y líderes políticos, juventudes e intelectuales del progresismo latinoamericano. Emblemáticamente, los ELAP se han organizado el 30 de septiembre, fecha del aniversario del fallido secuestro y golpe de Estado en contra del Presidente Correa en 2010.

## Como Canciller
El 3 de marzo de 2016 fue nombrado Canciller de la República en reemplazo de Ricardo Patiño por el presidente Rafael Correa.
Su periodo al frente de la diplomacia ecuatoriana fue marcado por el terremoto del 16 de abril de 2016, y la necesidad de canalizar la importante ayuda internacional de decenas de países de la región y del mundo que se hicieron presentes.
Su tiempo al frente de la Cancillería fue marcado por la crisis de la UNASUR y de la CELAC y las divisiones y tensiones que surgieron en la región en particular en torno al tema de Venezuela. Long defendió la necesidad de buscar el diálogo entre el gobierno venezolano y la oposición, en contraposición con otras voces en la región, incluyendo el Secretario General de la OEA, Luis Almagro que buscó la aplicación de la Carta Democrática de la OEA. Long fue muy crítico de Almagro, incluyendo durante la 45.ª sesión de la Asamblea General de la OEA en Santo Domingo en junio de 2016.
De su gestión en la Cancillería destacan los esfuerzos que realizó para facilitar el inicio de los diálogos de paz entre el gobierno colombiano y la guerrilla ELN, que tuvieron lugar en la ciudad de Quito. Long jugó un rol importante en los acuerdos que se saldaron en la instalación de la mesa de diálogo entre el Gobierno de Colombia y el Ejército de Liberación Nacional (ELN) en Quito, y en la búsqueda de una solución a su estancamiento mediante la adopción de medidas humanitarias tomadas por ambas partes en la liberación de guerrilleros encarcelados y de personas secuestradas por el ELN.
Long propuso y lideró, junto a la canciller María Ángela Holguín de Colombia, la búsqueda de un consenso entre 9 países latinoamericanos (Perú, Ecuador, Colombia, Panamá, Costa Rica, Nicaragua, El Salvador, Guatemala y México), para demandar del Secretario de Estado John Kerry que EE. UU. deponga su política de pies secos, pies mojados hacia los migrantes cubanos. Los nueve países en la ruta de los migrantes se quejaron de que la política estadounidense alentaba una migración cubana altamente riesgosa, ponía en peligro la seguridad e integridad físico de esos migrantes y desestabilizaba los países de tránsito.
Durante la gestión de Long, Ecuador fue elegido a la presidencia del Grupo de los 77 por primera vez en su historia. Long supo aprovechar el contexto del escándalo de los papeles de Panamá y del llamado de Correa a un referéndum para prohibir a los funcionarios públicos que tengan haberes en paraísos fiscales, para hacer de la lucha en contra de la evasión fiscal uno de los pilares de la política exterior del Ecuador. La lucha en contra los paraísos fiscales, en el contexto de las reivindicaciones en torno al derecho al desarrollo, fue una constante en las intervenciones de Long a lo largo de su gestión. Fue un pilar importante de la posición ecuatoriana tanto desde la presidencia del G77 como en otros foros e instancias multilaterales.
El 17 y 18 de noviembre de 2016, el presidente chino Xi Jinping visitó Ecuador en lo que resultó ser la primera visita de Estado de un presidente de la República Popular China al país suramericano. La visita tuvo mucha preparación previa y fue un despliegue de los niveles de cooperación económica, las inversiones y el financiamiento de las grandes obras estratégicas del Presidente Correa. Afianzó aún más las buenas relaciones entre Ecuador y China.
Durante el tiempo que Long estuvo al frente de la cancillería ecuatoriana, el caso de Julian Assange volvió a cobrar renovada preeminencia. En diciembre de 2016, Assange fue finalmente entrevistado por fiscales ecuatorianos y suecos en la embajada ecuatoriana en Londres. En mayo de 2017, la fiscal general de Suecia Marianne Ny anunció que no formularía cargos contra Assange. Esto fue recibido como un triunfo por parte de Assange y por parte de la Cancillería ecuatoriana que vio reivindicada su postura de otorgar el asilo político a Assange. Long había sido activo internacionalmente para conseguir un desenlace al caso Assange. Escribió una larga carta a su par sueca, en la que argumentó que la demora por parte de la fiscal sueca y la ausencia de cargos durante más de 7 años era inaceptable y constituía un caso de violación del debido proceso. En noviembre de 2016, durante las elecciones en EE. UU., la Cancillería ecuatoriana tomó la decisión de cortar temporalmente el acceso al internet de Assange, argumentando que Ecuador no permitía la intromisión en asuntos soberanos, menos aún electorales, de otros Estados, pero que esa medida no guardaba relación con el asilo que buscaba precautelar la integridad y los derechos humanos del Señor Assange.
Long estuvo al frente de las negociaciones en el seno de la OPEP y representó al Ecuador en las reuniones de la OPEP de Argel, el 29 el septiembre de 2016 y de Viena el 30 de noviembre de 2016, y en la reunión OPEP-no OPEP de Viena de 10 de diciembre de 2016 que se saldó en recorte de producción de casi 1,8 millones de barriles diarios.
Después de la elección de Donald Trump en los EE. UU., y la amenaza de una ola de deportaciones, la cancillería al mando de Long implementó un plan de contingencia consular para apoyar a los migrantes ecuatorianos en situación irregular.

## Embajador ante la ONU
El nuevo presidente del Ecuador, Lenin Moreno, nombró Long Representante Permanente del Ecuador ante las Naciones Unidas en Ginebra. Entre otras actividades, Long asumió la presidencia del grupo de trabajo para la elaboración de un tratado sobre empresas transnacionales y derechos humanos, un tema en el que Long se implicó fuertemente.
En enero de 2018, Long renunció a su nombramiento diplomático en una carta dirigida al presidente Moreno. En su carta que hace pública, Long denuncia la deriva autoritaria y las acciones inconstitucionales del gobierno de Moreno, así como la traición al proyecto y programa de la Revolución Ciudadana.

## Críticas
Long fue criticado, incluso por ex cancilleres, por haber sido el primer ministro de Relaciones Exteriores no nacido-ecuatoriano.
Durante los disturbios en Venezuela, a lo largo de 2016 y en la primera mitad de 2017, Long fue frecuentemente criticado por no haber asumido una posición de rechazo al Gobierno de Nicolás Maduro, en franco contraste con la posición adoptada por la mayoría de países latinoamericanos fuera del ALBA. El tema de Venezuela jugó un rol importante en la política doméstica, en especial durante la campaña electoral de 2017. En su columna semanal, el ex canciller Francisco Carrión acusó a Long de haber dicho que “en Venezuela se respira felicidad”. En una carta al el Diario El Comercio, Long lo conminó a demostrar que él había dicho algo que se pareciera remotamente a aquello, por lo que Carrión tuvo que pedir disculpas públicas en su cuenta de Twitter. Durante las elecciones de 2017, Long sostuvo que en Ecuador “han tratado de involucrar a Venezuela en el tema electoral (...) Han buscado confundir a la población con el argumento de que Ecuador se va a convertir en Venezuela (...) Pues no, Ecuador no es Venezuela". Esta declaración marcó el intento más notable por parte del Gobierno ecuatoriano de distanciarse de la crisis en Venezuela.
Sectores empresariales, pero también ciertas facciones dentro del Gobierno de Rafael Correa, se quejaron de que Long, entre otros altos funcionarios de la administración Correa, se oponía al acuerdo de comercio multipartes entre Ecuador, Perú y Colombia, y la Unión Europea, al que Ecuador finalmente se adhirió en diciembre de 2016. Long y otros detractores del acuerdo fueron denominados los "enemigos internos".